# Mediolata favulosa
Mediolata favulosa är en spindeldjursart som beskrevs av Charles Thorold Wood 1967. Mediolata favulosa ingår i släktet Mediolata och familjen Stigmaeidae. Inga underarter finns listade i Catalogue of Life.